# Bengt Wendle
Bengt Holger Wendle, född 22 april 1947 i Almunge församling i Uppsala län, är en svensk företagsledare.
Bengt Wendle växte upp i Uppsala. Efter bland annat nio år som ekonomichef och en tid som vice verkställande direktör på dagstidningen Dagen i Stockholm kom han 1989 till mediekoncernen Hallpressen. Där var han verkställande direktör för SmT-Gruppen 1989–1995, ansvarig utgivare för Vetlanda-Posten 1990–1995, för Smålands-Tidningen och Tranås Tidning 1991–1995 samt vice VD för Jönköpings-Posten 1992–1995.
Han gick sedan över till mediekoncernen Stampen och var verkställande direktör för Hallands Nyheter 1995–2007. Då han lämnat VD-posten fortsatte han som ordförande i V-TAB Civiltryckeriet AB samt Varbergs-Posten.
Han återkom en kortare tid till Hallpressen som tillförordnad VD för Värnamo Nyheter 2009–2010.
Bengt Wendle är sedan 1969 gift med läraren Gudrun Björklund (född 1944) och har tre barn, däribland journalisten Joel Wendle.